# Tierra y Libertad, Tecpatán
Tierra y Libertad är en ort i Mexiko.   Den ligger i kommunen Tecpatán och delstaten Chiapas, i den sydöstra delen av landet, 600 km öster om huvudstaden Mexico City. Tierra y Libertad ligger 188 meter över havet och antalet invånare är 124. Den ligger vid sjön Presa Nezahualcoyotl.
Terrängen runt Tierra y Libertad är kuperad åt sydväst, men åt nordost är den platt. Runt Tierra y Libertad är det ganska glesbefolkat, med 40 invånare per kvadratkilometer. Närmaste större samhälle är Raudales Malpaso, 17,6 km öster om Tierra y Libertad. I omgivningarna runt Tierra y Libertad växer i huvudsak städsegrön lövskog.